# 田绍前
田绍前（？—？），山西阳城人，是一名清朝政治人物。
田绍前曾于1660年接替王建铎任娄县知县一职，1661年由胡思虞接任。